# Baeopterogyna mihalyii
Baeopterogyna mihalyii är en tvåvingeart som beskrevs av Loïc Matile 1975. Baeopterogyna mihalyii ingår i släktet Baeopterogyna och familjen svampmyggor. Inga underarter finns listade i Catalogue of Life.